# Fullmetal Alchemist – Der Film: Der Eroberer von Shamballa
Fullmetal Alchemist – Der Film: Der Eroberer von Shamballa (jap. 劇場版 鋼の錬金術師 シャンバラを征く者, Gekijōban Hagane no Renkinjutsushi – Shanbara o Yuku Mono) ist ein Film zur Anime-Serie Fullmetal Alchemist von Hiromu Arakawa. Die Produktion übernahm das Studio Bones in Zusammenarbeit mit diversen anderen Unternehmen.
Die Handlung des Films schließt an das Ende der Fernsehserie an und entwickelt diese weiter, schließt eine Fortsetzung aber nicht aus.

## Handlung
Die Handlung beginnt zwei Jahre nach dem Ende der Fernsehserie. Edward Elric lebt in München in dieser Welt im Jahr 1923. Ohne seine alchemistischen Fähigkeiten und Automail-Prothesen statt seines rechten Arms und linken Beins experimentiert er mit Alfons Heiderich am Bau von Raketen.
Auf einem Volksfest, auf dem die Raketen vorgeführt werden sollen, trifft er eine Zigeunerin, Noah, und hilft ihr. Er gerät daraufhin in eine Verschwörung der Thule-Gesellschaft, die mit Hilfe von Alchemie einen Weg zwischen dieser Welt und der von Edward schaffen will. Edwards Welt, die Dietlinde Eckhart von der Thule-Gesellschaft für das legendäre Shamballa hält, soll dann erobert werden.
So kommt es dazu, dass Edward in seine Welt zurückreist, um diese zu retten. Dort trifft er wieder auf seinen Bruder Alphonse, der inzwischen in seine Fußstapfen getreten ist. Es gelingt die Invasion der Thule-Gesellschaft zurückzuschlagen. Am Ende aber kehrt Edward wieder in diese Welt zurück, diesmal mit Alphonse.

## Neue Charaktere
In dem Film treten viele Charaktere auf, die nicht in der Serie vorkommen. Neben Heiderich, Noah und Dietlinde Eckhart kommen auch verschiedene Nationalsozialisten vor, so Rudolf Heß in der Thule-Gesellschaft und in einer Szene im Bürgerbräukeller am 8. November 1923 auch Adolf Hitler, der dort im Vorfeld des Hitler-Ludendorff-Putsches redete. Hermann Oberth, Begründer der Raketentechnik, tritt als Lehrer von Edward und Heiderich auf.
Des Weiteren tauchen in dieser Welt viele Personen auf, die Charakteren aus der Serie ähneln. Dies soll verdeutlichen, dass es sich um ein Paralleluniversum handelt. So wird Edward von einem Mabuse geholfen, der jüdischer Abstammung ist. Dieser sieht aus wie King Bradley aus Edwards Welt. Später gibt er seine Identität als Fritz Lang preis. Des Weiteren gibt es in der Münchner Polizei einen Offizier Hughes, der häufig auftritt und Mitglied der NSDAP ist.

## Musik
Für den Film wurden von L'Arc~en~Ciel der Vorspanntitel Link und LOST HEAVEN für den Abspann produziert. Das Lied KELAS [LET'S-DANCE], das im Film von einer Roma-Frau gesungen und gespielt wird, wurde komponiert von Ferenc Snétberger und gesungen von Tayo Awosusi.
Zum Film erschien in Japan auch eine CD mit dem Soundtrack, der 46 Titel umfasst.

## Veröffentlichungen
Die Premiere in den japanischen Kinos war am 23. Juli 2005, die DVD kam am 25. Januar 2006 heraus. Der Film wurde 2006 auch in einer geringen Anzahl von amerikanischen Kinos gezeigt und kam am 12. September 2006 in den USA auf DVD heraus. Er erschien unter anderem auch in Hongkong, Taiwan, Kanada und Australien und wurde auf Französisch, Italienisch, Polnisch und Portugiesisch übersetzt. Eine Ausstrahlung auf Englisch erfolgte auf den Sendern Starz Edge und YTV (Kanada).
Panini Video hat den Film auf Deutsch im März 2008 veröffentlicht. Die DVD enthält als Extras ein 40-minütiges Making-of, eine Talksession und Audiokommentare von Regisseur und Synchronsprechern. Der Film wurde am 27. Juni 2008 am Filmfest München gezeigt.

## Deutsche Sprecher
- Wanja Gerick – Alphonse Elric, Alphonse Heiderich
- Michaela Kametz – Dietlinde Eckart
- David Turba – Edward Elric
- Erich Räuker – Fritz Lang / Mabuse
- Hans Bayer – Karl Haushofer
- Detlef Bierstedt – Louise Armstrong
- Silke Linderhaus – Noah
- Gabi Wienand – Riza Hawkeye
- Betül Jülide Gülgec – Rose
- David Nathan – Roy Mustang
- Gregor Höppner – Rudolf Heß
- Marie Bierstedt – Winry Rockbell

## Erfolg und Auszeichnungen
Der Film hat in Japan 1,22 Milliarden Yen eingespielt.
Bei der fünften Tōkyō Kokusai Anime Fair 2006 gewann Der Eroberer von Shamballa Preise in den Kategorien Animation des Jahres und beste Musik. 2005 wurde der Film außerdem als „bester Animationsfilm“ beim Mainichi Eiga Concours und beim Fantasia International Film Festival in Montreal ausgezeichnet.